# Blažim (okres Louny)
Obec Blažim (německy Ploscha) se nachází v okrese Louny v Ústeckém kraji. Žije v ní 295 obyvatel.

## Název
Název vesnice vznikl přivlastňovací příponou z osobního jména Blažim ve významu Blažimův dvůr. V historických pramenech se jméno vsi objevuje ve tvarech: Blazim (1332, 1384–1399, 1386), Blasim (1369, 1391, 1395), Blasin (okolo roku 1405), de Blazima (1393), de Blazyma (1399), de Blazyme (1404), de Blazimie (1416), de Blazin (1427), z Blazyma (1434), v Dlažimi (1514), na Dlažimě (1524, 1579), na Dlažině (1524), na Dlazimi (1543), na dlažníně (1603), na Dlažími (1615), Ploscha, Dlažin a Blazny (1787), Ploscha a Dlaschin (1846) a Blažím či Ploscha (1854–1923).

## Historie
První písemná zmínka o Blažimi pochází z roku 1332, kdy Albert z Kryr odkázal část svých blažimských příjmů vyšehradské kapitule. K roku 1390 je doložena existence blažimské tvrze, na které tehdy sídlil Litolt z Moravěvsi. Část vsi roku 1397 patřila bratrům Václavovi a Hynkovi ze Všehrd, které vystřídal Bušek ze Rvenic, ale v letech 1417–1434 většinu vlastnil Jan z Moravěvsi. Během husitských válek se vesnice zmocnilo město Louny, po němž připadla roku 1454 králi Ladislavovi.
Od panovníka Blažim získal nejspíše Jaroslav z Vřesovic, po němž ji v roce 1467 zdědil Jindřich z Vřesovic (též Jindřich Dlažimský z Vřesovic). Po něm následovali Jaroslav Dlažimský a Jan Dlažimský z Vřesovic, který si nechal Blažim s tvrzí a dvorem zapsat do obnovených zemských desek. Měl více dětí, z nichž statek zdědil Vilém, který zemřel bezdětný v roce 1599. Vesnice tak přešla na jeho bratra Petra, ale v roce 1615 byl jejím majitelem Petrův synovec Jan Habart Kostomlatský, který blažimský statek, spolu s Nehasicemi, roku 1629 prodal Pavlu Michnovi z Vacínova. Jan Habart se téhož roku z náboženských důvodů odstěhoval s rodinou do Pirny. Blažim poté patřila do roku 1671 k Bitozevsi a poté k Postoloprtům.

## Obyvatelstvo
|           | 1869 | 1880 | 1890 | 1900 | 1910 | 1921 | 1930 | 1950 | 1961 | 1970 | 1980 | 1991 | 2001 | 2011 |
| --------- | ---- | ---- | ---- | ---- | ---- | ---- | ---- | ---- | ---- | ---- | ---- | ---- | ---- | ---- |
| Obyvatelé | 414  | 490  | 531  | 522  | 478  | 530  | 554  | 251  | 267  | 266  | 290  | 157  | 191  | 254  |
| Domy      | 64   | 66   | 70   | 77   | 76   | 77   | 95   | 95   | 68   | 59   | 54   | 64   | 64   | 78   |

## Pamětihodnosti

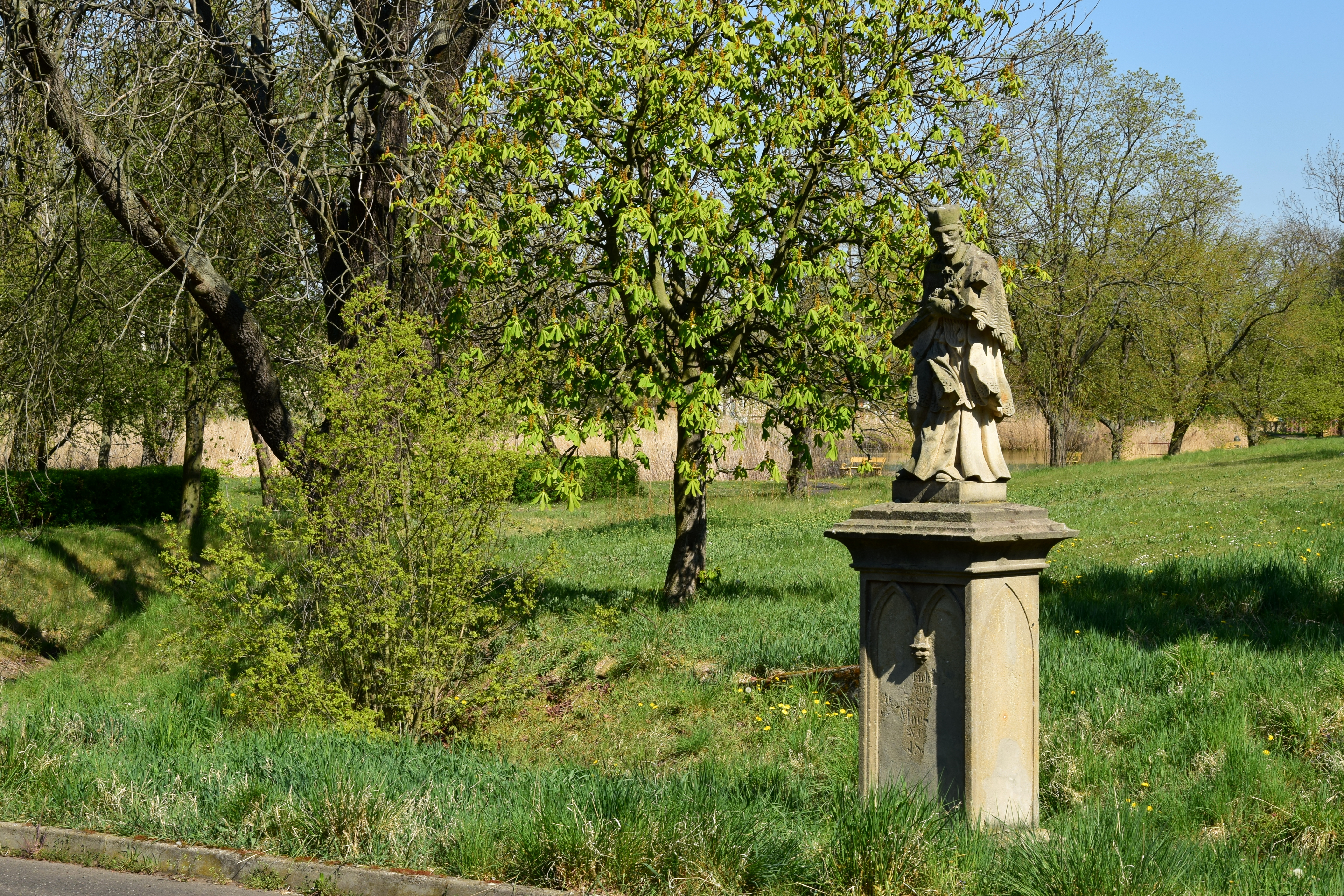
Socha svatého Jana Nepomuckého

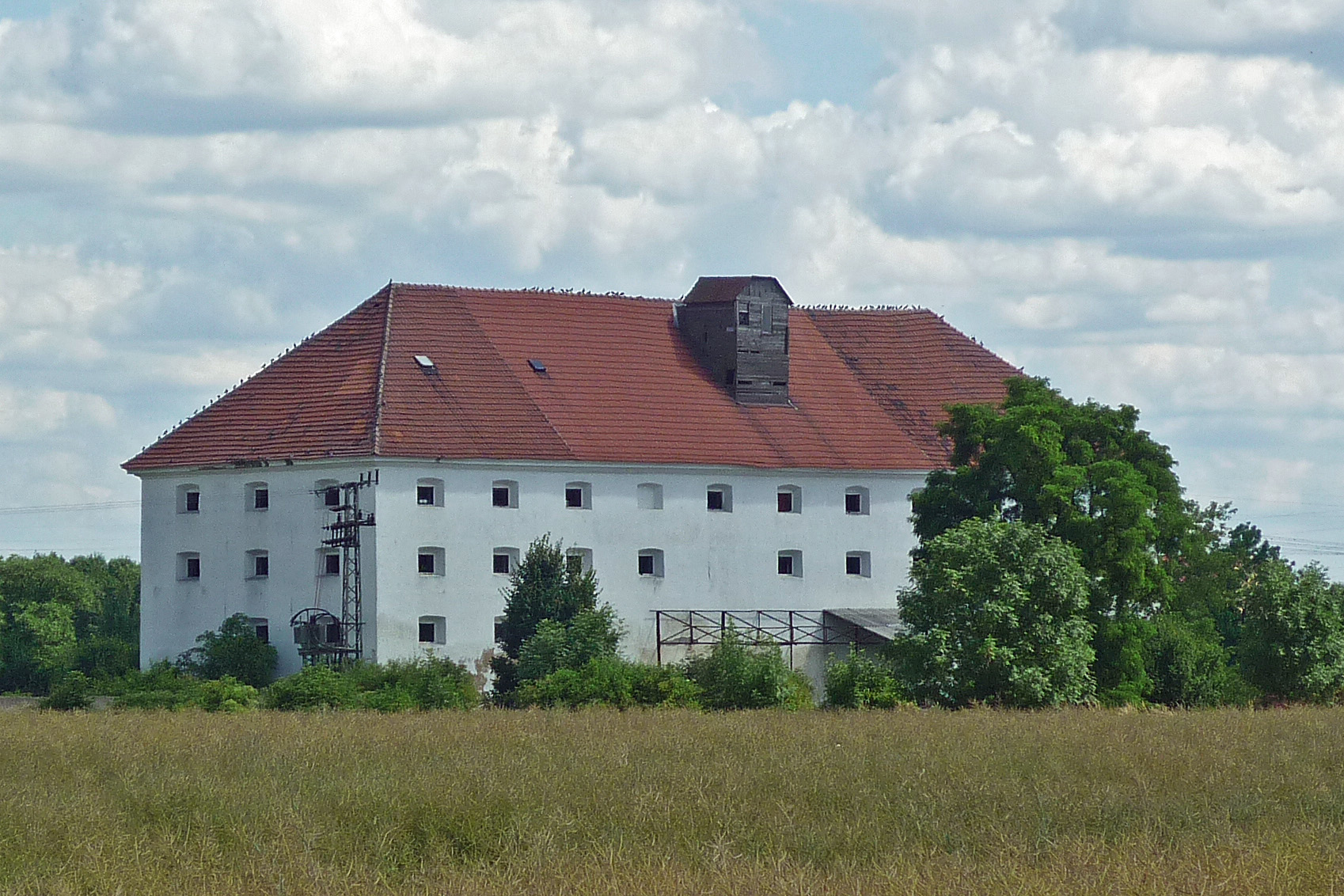
Sýpka v hospodářském dvoře

V Blažimi stojí čtyři památkově chráněné objekty:
Kostel svatého ProkopaKostel svatého Prokopa je pozdně barokní stavba z let 1778–1781.
Socha svatého Jana NepomuckéhoSocha svatého Jana Nepomuckého pochází z roku 1852. Je vytesána z pískovce a stojí na čtyřbokém podstavci s reliéfy gotizujících oblouků. Samotná socha světce oblečeného do kanovnického roucha a s krucifixem v náruči je kopií původní sochy.
Hospodářský dvůr s barokní sýpkouPanský dvůr byl postaven Schwarzenbergy podle projektu Pavla Ignáce Bayera v letech 1706–1707.
Areál fary s pozůstatky tvrzeBudova fary pochází z let 1709–1711. Její stavbu navrhl a vedl Pavel Ignác Bayer. Zatímco vnější podoba fary je ovlivněna novodobými úpravami, interiér se dochoval v autentické podobě. Ve dvoře stojí dvě hospodářské budovy propojené ohradní zdí.
Blažimská tvrz byla podle Augusta Sedláčka zchátralá už v letech 1667–1691. Podle Jiřího Úlovce stála v areálu bývalého poplužního dvora a sloužila až do dvacátého století k hospodářským účelům i jako byty zaměstnanců státního statku. Neudržovaná tvrz byla v osmdesátých letech dvacátého století opuštěna a její konstrukce se zhroutila. Podle Památkového katalogu se její zbytky dochovaly v hospodářské budově v areálu fary.